# تاکه‌هیرو کاشیما
تاکه‌هیرو کاشیما (به انگلیسی: Takehiro Kashima) ژیمناست زادهٔ ۱۶ ژوئیهٔ ۱۹۸۰ میلادی اهل کشور ژاپن است.